# Phare Querandí
Le phare Querandí (en espagnol : Faro Querandí) est un phare actif situé à 30 km de la ville de Villa Gesell (es), dans la Province de Buenos Aires en Argentine. Il est géré par le Servicio de Hidrografía Naval (SHN) de la marine .
Le phare est classé monument historique national depuis le 10 novembre 2010.

## Histoire
Ce phare, érigée entre 1921 et 1922 dans l'actuel Partido de Villa Gesell (es), a remplacé la balise du même nom qui avait été installée au même endroit en 1916.
Il a été construit par la société allemande Dyckerhoff & Widmann (en). Il a été mis en service le 27 octobre 1922 pour donner aux navigateurs un point de référence géographique pour la navigation côtière. Ce phare est dans les terres. Au moment de sa construction, le paysage n'était que des dunes. Il est actuellement entouré d'une forêt de conifères de 4 hectares, plantés pour protéger la structure de la tour.
Le phare a pris le nom de la Punta Querandí, du nom des aborigènes Querandí qui vivaient dans la région de Rio de la Plata. Le phare est à la limite sud de la réserve dunaire du phare Querandí (es), qui constitue une zone de protection de l’écosystème dunaire argentin depuis 1996.
C'est le deuxième phare en hauteur de la côte argentine, juste derrière le phare Recalada a Bahía Blanca. Il possède un escalier en colimaçon avec 276 marches et un équipement de secours à gaz à portée réduite. Il est encore muni de personnel de gardiennage. Il est visitable les samedi et dimanche après-midi.

## Description
Ce phare  est une tour cylindrique en béton, avec une double galerie et une lanterne de 54 m de haut. La tour est peinte de plusieurs bandes horizontales blanches et noires et le dôme de la lanterne est noir. Il émet, à une hauteur focale de 65 m, cinq éclats blancs d'une seconde par période de 26 secondes. Sa portée est de 18 milles nautiques (environ 52 km).
Identifiant : ARLHS : ARG-007 - Amirauté : G0910 - NGA : 110-19428 .

## Caractéristique dufeu maritime
Fréquence : 26 secondes (W-W-W-W-W)
- Lumière : 1 seconde (4)
- Obscurité : 3 secondes (4)
- Lumière : 1 seconde (1)
- Obscurité : 9 secondes (1)

|             |
| La lanterne |

|          |
| Le phare |

### Lien connexe
- Liste des phares d'Argentine